# Schwarzweißer Schlankcichlide
Der Schwarzweiße Schlankcichlide (Julidochromis transcriptus) ist ein Buntbarsch aus Afrika, der 1959 von Hubert Matthes entdeckt wurde.

## Vorkommen und Lebensraum
Julidochromis transcriptus ist ein Endemit und bewohnt das felsige Ufer des Tanganjikasees. Die Wassertemperatur beträgt 24–26 °C. Zudem ist das Wasser leicht basisch (pH 7,5–8,0).

## Merkmale
Die Länge des Fisches beträgt ca. 7 cm, damit ist er der kleinste Vertreter seiner Gattung. Die Genitalpapille des Männchens sind größer im Gegensatz zu den Weibchen.

## Sexualverhalten und Brut
Das Weibchen legt nur einige Dutzend Eier in eine Höhle, worauf die Jungtiere nach einer dreitägigen Inkubationszeit schlüpfen. Die Jungfische halten sich lange in der Umgebung des Laichplatzes auf.

## Haltung als Zier- und Zuchtfisch
Der Schwarzweiße Schlankcichlide wird als Zierfisch gehalten. Es sollte darauf geachtet werden, dass genügend Platz vorhanden ist (ca. 50–100 l für ein Paar).